# Max-Planck-Institut für Struktur und Dynamik der Materie
Das Max-Planck-Institut für Struktur und Dynamik der Materie (MPSD) ist eine außeruniversitäre Forschungseinrichtung unter der Trägerschaft der Max-Planck-Gesellschaft (MPG) und hat seinen Sitz im Hamburger Stadtteil Bahrenfeld auf dem Campus des Deutschen Elektronen-Synchrotrons DESY. Das Institut betreibt in erster Linie Grundlagenforschung im Fach der Naturwissenschaften auf dem Gebiet der experimentellen und theoretischen Physik und Chemie, insbesondere im Bereich sehr schneller physikalischer Prozesse und chemischer Reaktionen, die mit Ultrakurzzeit-Spektroskopie unter Verwendung gepulster Strahlungsquellen wie den in Institutsnähe befindlichen Freie-Elektronen-Lasern FLASH und European XFEL untersucht werden können.
Das Institut ging aus einer bereits zuvor bestehenden Forschungsgruppe der Max-Planck-Gesellschaft für strukturelle Dynamik an der Universität Hamburg hervor. Der Beschluss zur Gründung eines eigenständigen Instituts mit fünf Forschungsabteilungen wurde im Jahr 2012 bekanntgegeben. Das Institut wurde offiziell am 1. Januar 2014 gegründet und bestand zum Gründungszeitpunkt aus zwei Abteilungen, Dynamik Kondensierter Materie, geleitet von dem Gründungsdirektor des Instituts, Andrea Cavalleri, und Dynamik in Atomarer Auflösung unter der Leitung von R. J. Dwayne Miller. Am 1. November 2014 kam die Abteilung Theorie unter Ángel Rubio hinzu. Mit R. J. Dwayne Millers Verlassen des MPSD zum 30. Juni 2020 löste sich seine Abteilung auf. Am 15. Juni 2021 wurde Philip Moll zum Direktor der Abteilung Mikrostrukturierte Quantenmaterie ernannt.